# Israel Post Company
Israel Post Company är ett statligt företag som är specialiserat på att tillhandahålla post- och banktjänster i Israel. Företaget levererar brev, paket och dylikt, både i och utanför Israel. Post Service är ett statligt monopol.